# Ван Хесвейк, Ян
Йоханнес (Ян) ван Хесвейк (нидерл. Johannes "Jan" van Heeswijk; 14 апреля 1904, Амстердам — 6 марта 1975, там же) — нидерландский футболист и бейсболист. В 1920-е годы играл на позиции вратаря за футбольные команды «Аякс» и «Блау-Вит», кроме этого выступал за бейсбольный клуб «Блау-Вит». В составе бейсбольной сборной Нидерландов провёл 6 матчей.
Отец футбольного голкипера Роба ван Хесвейка.

## Спортивная карьера

### Футбол
В возрасте пятнадцати лет Ян стал членом футбольного клуба «Аякс». В то время он жил в восточной части Амстердама на улице Явастрат 66. Юный голкипер начал играть за команду «Аякса» среди учащихся, за которую также играли Пит Вюндеринк и Вим Ингенблек. Через четыре года ван Хесвейк стал резервным вратарём клуба; основным голкипером в те годы был Ян де Бур.
Его дебют в чемпионате состоялся 11 февраля 1923 года в матче со «Спартой» из Роттердама. Встреча проходила на стадионе «Хет Хаутен» и завершилась победой его команды со счётом 1:0. В том сезоне Ян защищал ворота ещё в двух матчах: в ответной игре со «Спартой» и против ХВВ, пропустив в каждом по одному мячу. По итогам сезона «Аякс» занял пятое место в группе и не смог выйти в финал чемпионата.
В начале следующего сезона Ян начал играть с первых матчей, но после шести пропущенных голов в двух турах чемпионата, он уступил место в воротах де Буру. Лишь в конце января 1924 года он вернулся в стартовый состав.
В общей сложности за четыре сезона ван Хесвейк сыграл в чемпионате 33 матча, пропустив в них 47 мячей. В последний раз в составе «красно-белых» он выходил на поле 3 января 1926 года в матче с ХБС. После окончания сезона Ян перешёл в другой амстердамский клуб — «Блау-Вит».

### Бейсбол
С середины 1927 года ван Хесвейк начал выступать за бейсбольную команду «Блау-Вита», за которую играли и другие футболисты клуба. Ян был игроком первой базы и с 1929 года являлся капитаном команды. В составе «Блау-Вита» он отыграл двадцать сезонов и несколько раз становился чемпионом страны, играл также за сборную Амстердама.
В августе 1934 года Ян был вызван в сборную Нидерландов на товарищеский матч с бельгийцами. Матч состоялся 26 августа в Харлеме и завершился победой Нидерландов со счётом 21:12 — это был первый официальный международный матч для нидерландцев. За четыре года сыграл шесть матчей за сборную.

## Личная жизнь
Йоханнес ван Хесвейк родился 14 апреля 1904 года в Амстердаме, в семье Николаса Йоханнеса ван Хесвейка и его жены Марии Ахтенберг, и был вторым ребёнком в семье из пяти детей. Его мать была родом из Ярсвелда, а отец из Хертогенбоса. Некоторое время они прожили в Утрехте, где родилась их первая дочь Клара Йоханна, а затем переехали жить в Амстердам.

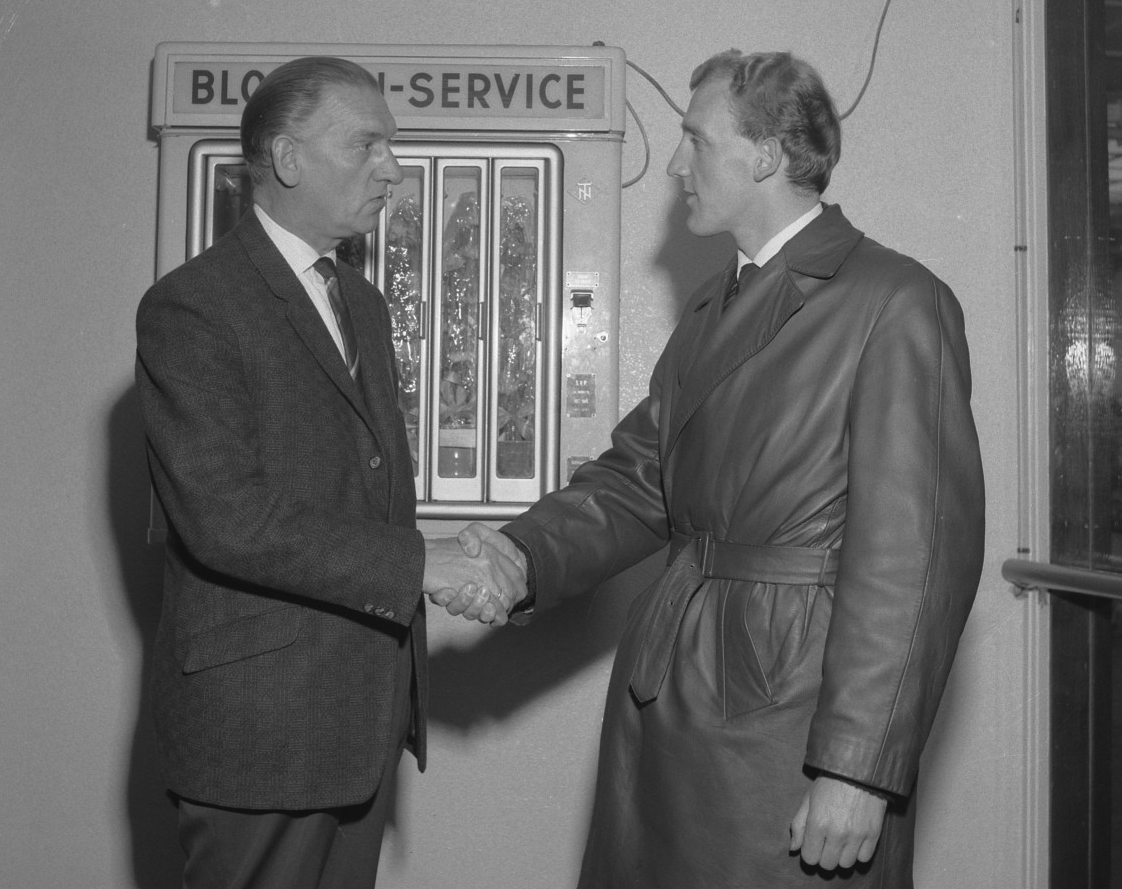
Ян вместе с сыном Робом, 28 мая 1960

Работал банковским служащем. Ян женился в возрасте двадцати семи лет. Его избранницей стала 24-летняя Гритье Пронк, уроженка Реувейка. Их брак был зарегистрирован 30 июля 1931 года в Амстердаме.
Его старший сын Робберт Нико, более известный как Роб ван Хесвейк, также стал футбольным вратарём. Начинал играть в «Блау-Вите», затем ненадолго уезжал в Австралию, а после возвращения выступал за «Харлем» и «Камбюр».
Умер 6 марта 1975 года в возрасте 70 лет в Амстердаме.

## Статистика по сезонам
| Клуб | Сезон   | Первый класс | Первый класс | Кубок Нидерландов | Кубок Нидерландов | Итого | Итого |
| Клуб | Сезон   | Игры         | Голы         | Игры              | Голы              | Игры  | Голы  |
| ---- | ------- | ------------ | ------------ | ----------------- | ----------------- | ----- | ----- |
| Аякс | 1922/23 | 3            | –2           | —                 | —                 | 3     | –2    |
| Аякс | 1923/24 | 6            | –11          | —                 | —                 | 6     | –11   |
| Аякс | 1924/25 | 13           | –18          | 2                 | –2                | 15    | –20   |
| Аякс | 1925/26 | 11           | –16          | 0                 | 0                 | 11    | –16   |
| Аякс | Итого   | 33           | –47          | 2                 | –2                | 35    | –49   |